# Botschaft der polnischen Bischöfe an ihre deutschen Amtsbrüder zur Versöhnung
Die Botschaft der polnischen Bischöfe an ihre deutschen Amtsbrüder (polnisch: Orędzie biskupów polskich do ich niemieckich braci w Chrystusowym urzędzie pasterskim) wurde am 18. November 1965 von den polnischen katholischen Bischöfen an ihre Amtsbrüder der Deutschen Bischofskonferenz in der Bundesrepublik Deutschland gesandt.
Dieser Brief enthielt auch eine Einladung zu den katholischen Feierlichkeiten zum 1000. Jahrestag der Christianisierung Polens. Die deutschen Bischöfe antworteten nach wenigen Tagen.
Da sich sowohl die polnischen als auch die deutschen Bischöfe zum Zweiten Vatikanischen Konzil in Rom aufhielten, tragen beide Briefe „Rom“ als Ort der Abfassung.

## Inhalt

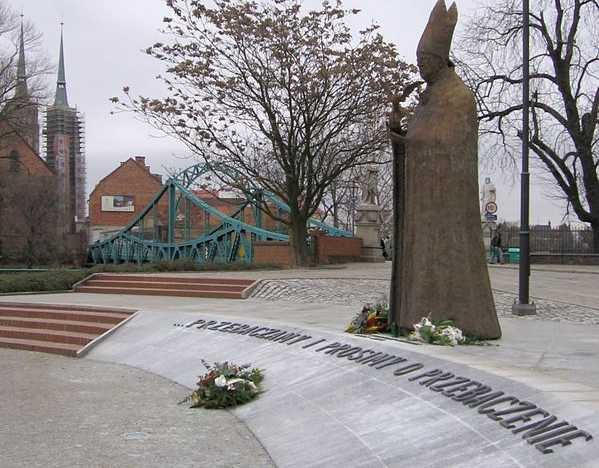
Denkmal in Breslau für Kardinal Bolesław Kominek mit Inschrift „...PRZEBACZAMY I PROSIMY O PRZEBACZENIE“, (deutsch: „...wir vergeben und bitten um Vergebung“, Aufnahme: 2005)

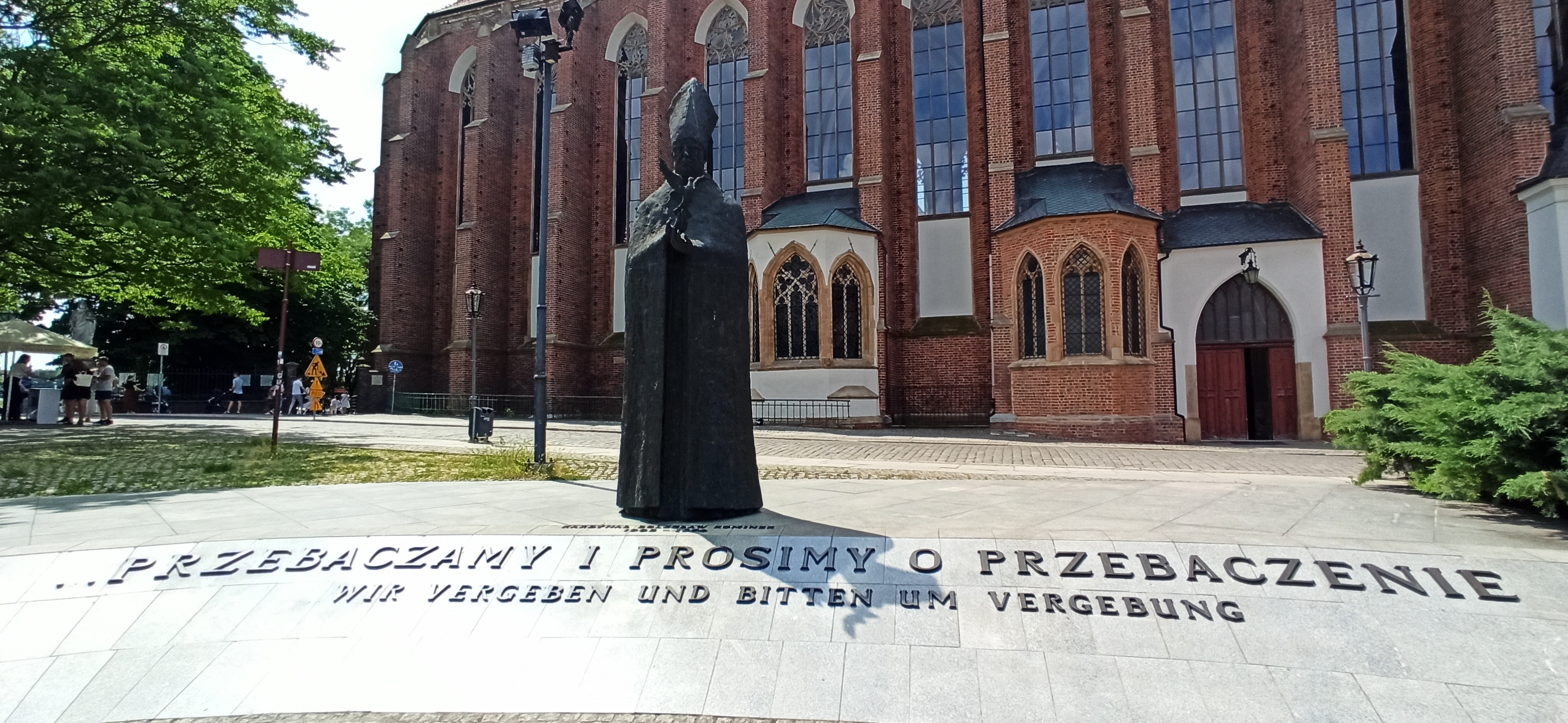
Aufnahme 2023: mittlerweile wurde die deutsche Übersetzung hinzugefügt.

In dem Schreiben formulierten die polnischen Bischöfe eine Reihe von historischen Ereignissen aus polnischer Sicht und angesichts der Millionen Toten und Vertriebenen auf beiden Seiten infolge des Zweiten Weltkriegs, unter anderem den berühmten Satz: „Wir vergeben und bitten um Vergebung“. Dies war einer der ersten Schritte zur Versöhnung zwischen Deutschen und Polen nach dem Zweiten Weltkrieg.
Verfasser des Briefes war der Breslauer Bischof Bolesław Kominek, der auch zunächst widerstrebende Amtsbrüder wie den Primas Kardinal Stefan Wyszyński überzeugen konnte, den Brief abzusenden.
Der damalige Krakauer Erzbischof Karol Wojtyła, der spätere Papst Johannes Paul II., unterstützte den Brief.

## Reaktionen in Polen
Der Brief fand in den katholischen Kirchen Polens eine breite Veröffentlichung; die kommunistische Führung ging entschlossen dagegen vor. Die PZPR und ihr Parteichef Władysław Gomułka wollten eine Annäherung an Westdeutschland verhindern, zumal die wichtigsten Propagandamaßnahmen auf die Bundesrepublik abzielten und diese zum größten Feind Polens stilisierten. Wie schon in den Jahren seit 1945 betrieb die Führung auch antikatholische Propaganda und Maßnahmen. So wurde dem Primas von Polen der notwendige Pass für seine Rom-Reise vom 15. Januar 1966 verweigert. Mit der konkurrierenden staatlichen 1000-Jahr-Feier Polens wurde versucht, die katholischen Veranstaltungen zum 1000. Jahrestag der Christianisierung Polens in den Schatten zu stellen. Germanisten an polnischen Hochschulen wurden gezwungen, ein Protestpapier gegen diese katholischen Feierlichkeiten zu unterschreiben. 1966 sagte die politische Führung zweimal den Polenbesuch des Papstes Paul VI. ab. Allgemein versuchten die Kommunisten bis zum Ende der Ära Gomułka, ihre Machtbasis zu stärken und katholische Schulen zu schließen.

## Deutsche Antwort
Die Antwort der deutschen Bischöfe vom 5. Dezember 1965 wurde von polnischen Historikern aufgrund ihres als übermäßig diplomatisch wahrgenommenen Tons und des Fehlens einer klaren Entschuldigung als enttäuschend bewertet. Während der Inhalt des ursprünglichen polnischen Schreibens mit dem deutschen Episkopat abgestimmt wurde, fanden bei der Vorbereitung der Antwort keine entsprechenden Konsultationen mit der polnischen Seite statt.
Nach der deutschen Ansicht musste das Schreiben die Rücksichtnahme auf die Heimatvertriebenen einbeziehen, die der polnische Bischofsbrief vor vollendete Tatsachen stellen wollte. Die deutschen Bischöfe konnten sich in ihrem Antwortschreiben nicht zu einer Erklärung im selben Geist durchringen, obwohl sich mit Kardinal Julius Döpfner (1913–1976) ein entschiedener Befürworter der Aussöhnung in ihren Reihen befand.

## Weltdokumentenerbe
Das Originaldokument wird im Historischen Archiv des Erzbistums Köln aufbewahrt, wohin es durch die dienstlichen Unterlagen des damaligen Vorsitzenden der Deutschen Bischofskonferenz, den Kölner Erzbischof Joseph Kardinal Frings gelangte. 2024 schlug die polnische Seite eine Aufnahme des Briefwechsels ins Weltdokumentenerbe vor.